# 桑顿·威尔逊
桑顿·阿诺德·威尔逊（英語：Thornton Arnold Wilson，1921年2月8日—1999年4月10日），曾是波音公司总裁、首席执行官、董事长，负责了B-52同溫層堡壘戰略轟炸機、B-47轟炸機、LGM-30洲际弹道导弹开发和生产。

## 生平
1921年，出生。
1943年，加入波音公司
1968年，任波音公司总裁。
1969年，任首席执行官。
1972年，任董事长。
1987年，退休。
1999年，去世。